# Nil gratius
Nil gratius ist eine apostolische Konstitution vom 20. Januar 1968. Die Umsetzung der Beschlüsse und Anregungen der Konzilsväter des Zweiten Vatikanischen Konzils führte unter anderem dazu, dass Papst Paul VI. in Bezug auf die brasilianischen Bistümer eine Neustrukturierung anordnete. Dabei wurde unter anderem das Territorium der Diözese Maringá verändert und das Bistum Paranavaí neu errichtet.